# Sergio Elías Jadue Jadue
Sergio Elías Jadue Jadue (La Calera, Xile, 26 d'abril de 1979) més conegut com a Sergio Jadue, és un dirigent esportiu xilè. Va ser president de la Federació de Futbol de Xile (FFCh) i de l'Associació Nacional de Futbol Professional de Xile (ANFP) del 2011 al 2015 i vicepresident de la Confederació Sud-americana de Futbol (CONMEBOL) de 2013 a 2015.
A finals de 2015 va ser acusat de corrupció per Departament de Justícia dels Estats Units en el conegut com a Cas Fifagate. Va renunciar als seus càrrecs directius i va viatjar a Miami (Florida) on es va declarar culpable. Va pactar col·laborar amb la fiscalia nord-americana a canvi de no ser empresonat. Va quedar en llibertat sota fiança d'un milió d'US$ a l'espera de judici. Després de set ajornaments, la sentència definitiva va ser programada el novembre de 2019 i, posteriorment, al 2 de novembre de 2020. El 27 de març de 2022, la sentència va ser ajornada per tretzena vegada.
El maig de 2016, el Comitè d'Ètica de la FIFA el va inhabilitar a perpetuïtat per haver infringit diversos articles del codi ètic.

## Trajectòria
Sergio Jadue, que va néixer com a Sergio Cortés Jadue, durant la seva etapa universitària va canviar-se el primer cognom pel de la seva mare, que era d'origen palestí. Va començar els estudis de dret a la Universitat del Mar i va acabar-los a la Universitat Marítima de Xile sense arribar a llicenciar-se. El seu entorn més íntim però, afirma que és llicenciat en ciències jurídiques des del 2006, quan va presentar la seva memòria sobre la validesa de les sentències de divorci a l'estranger i a Xile.
El maig de 2009, Jadue va accedir a la presidència del Club de Deportes La Union Calera en substitució de Jorge Fuenzalida. Durant el seu mandat, i després de vint-i-sis anys, La Union Calera va ascendir a la primera divisió.
El 7 de gener de 2011, Jadue va ser elegit president de la ANFP i de la FFCh derrotant, amb el suport de la majoria d'equips de la primera divisió, la llista presidida per Ernesto Corona. El 14 de gener de 2011, va prendre possessió substituint al periodista Harold Mayne-Nicholls. A finals de 2014 va assumir novament la presidència, ja que no es va presentar ningú més a les eleccions.
L'agost de 2013, va assumir la vicepresidència de la Conmebol, càrrec del qual va ser reelegit el març de 2015.
El 24 d'octubre de 2014, va ser designat president de l'àrea de competicions de la Conmeboll.
El 18 de novembre de 2015, Sergio Jadue va renunciar a tots els seus càrrecs en estar sent investigat per la justícia nord-americana en el Cas Fifagate.

## Fifagate
El 18 de novembre de 2015, Sergio Jadue va renunciar als seus càrrecs directius, va viatjar als EUA i va reconèixer davant la fiscalia nord-americana, en el marc de les investigacions del Cas Fifagate conegudes el 27 de maig de 2015, la seva participació en els suborns que van rebre diversos membres de la Conmebol per l'adjudicació dels drets de televisió i màrqueting de diverses edicions de la Copa Amèrica.
El 23 de novembre de 2015, Jadue va signar un acord de col·laboració amb la fiscalia per assegurar-se una reducció de pena, va acceptar que se li confisquessin els fons dipositats a un compte d'una sucursal del banc UBS a nom de l'empresa Lisburn Strategies Inc., i va quedar en llibertat sota fiança d'un milió d'US$ i mobilitat restringida a l'àrea de Nova York a l'espera de judici.
El 3 de desembre de 2015, Sergio Jadue va ser un dels setze acusats addicionals per la justícia nord-americana en la segona gran relació d'implicats en el denominat Cas Fifagate.
Segons la fiscal general, Loretta Lynch, als voltants de l'any 2012, Sergio Jadue i els altres acusats van començar a rebre pagaments il·legals per la venda dels drets de transmissió de diversos tornejos de futbol a través de bancs nord-americans. Jadue i altres dirigents de la Conmebol també haurien rebut suborns de les empreses adjudicatàries del màrqueting de la Copa Libertadores i la Copa América. A Jadue se l'imputaven els càrrecs de crim organitzat i frau electrònic, delictes que podrien comportar penes de fins a vint anys de presó.
El 6 de maig de 2016, el Comitè d'Ètica de la FIFA el va inhabilitar a perpetuïtat per a exercir qualsevol activitat relacionada amb el món del futbol per considerar-lo culpable d'haver infringit l'article 21 (suborn i corrupció) i altres articles del codi ètic de la Fifa.
El 16 de juny de 2016, que era la data prevista inicialment per donar a conèixer la sentència, es va ajornar fins al 6 de desembre de 2016 a petició de la defensa de Jadue. Aquest ajornament ha estat demanat successivament per la defensa de Jadue fins a set vegades. Tots ells han estat concedits per les autoritats nord-americanes, la darrera vegada el 29 d'abril de 2019, posposant la publicació de la sentència fins al 18 de novembre de 2019.
El 30 d'octubre de 2019, la sentència es va posposar novament fins al 5 de maig de 2020 i, posteriorment, al 2 de novembre de 2020.
El 27 de març de 2022, la justícia estatunidenca va ajornar novament la sentència per tretzena vegada.